# 云南里白
云南里白（学名：Hicriopteris yunnanensis）为里白科里白属下的一个种。其种加词 yunnanensis 意为“云南的”。
现接受名为大里白 （Diplopterygium giganteum (Wall. ex Hook.) Nakai）。